# Жорж Кювие
Жан Леополд Никола̀ Фредерѝк Кювиѐ (на френски: Jean Léopold Nicolas Frédéric Cuvier), известен като Жорж Кювие (на френски: Georges Cuvier), е френски натуралист и зоолог.

## Научна дейност
Кювие казва: „Дайте ми една кост и ще възобновя цялото животно“. Той е най-изявеният зоолог за времето си. Особено ценни негови заслуги в сравнителната анатомия освен изследването на животни е и неговият закон за съотношението на органите, понятието за типовете и много по-качествена класификация на животинския свят. Първите изследвания в зоологията са посветени на ентомологията, след които развива редица анализи в сравнителната анатомия в периода 1792 – 1800 г. Важно значение са имали изследванията му на изкопаемите скелети където той е приложил принципите на сравнителната анатомия, проследил е постоянството на вида.
Кювие е бил противник на теорията за еволюцията, чийто последователи са били Ламарк и Сент-Илиер. В парижката академията се провежда голям открит спор между последователите на теорията за еволюцията и Кювие, който той печели убедителна победа и по този начин за дълго време оставя грешна представа за неизменчивостта на вида. Изследванията на изкопите от парижкия басейн го навели към теорията на катастрофата, според която всеки геоложки период е имал своя флора и фауна и който завършва с катастрофа, при която загива всичко живо, а новият органичен свят възниква по пътя на нов творчески акт.
Теорията на катастрофата е била предмет на дискусии и отхвърлена от науката благодарение на трудовете на Чарълз Лайела. Но те не изтриват окончателно тази теория, защото тя отново бива обсъждана в началото на 20 век.
Кювие е видна фигура в природонаучните изследвания в началото на 19 век и става един от основателите на сравнителната анатомия и палеонтологията чрез работата си по сравнението на съвременни животни с фосили. Той е най-известен за установяването фактологичността на изчезването (измирането) на таксоните и е един от най-влиятелни поддръжници на геологическия катастрофизъм от началото на 19 век.
Противопоставя се на еволюционната теория на Ламарк и Жофроа Сент-Илер. Най-известният му труд е „Le Règne Animal“ (1817) („Царството на животните“). През 1819 г. е произведен в пожизнен барон като признание за приноса му в науката. Умира в Париж от холера.
1. ↑  www.publicroire.com